# India (альбом)
India (рус. Индия) — третий студийный альбом немецкой симфо-метал-группы Xandria, выпущенный 22 августа 2005 года.
По сравнению с предыдущими работами группы, в India присутствует больше различных музыкальных идей, а также более мощное и динамичное звучание. Также рецензоры отметили, что этот альбом — один из самых интересных в готическом метале.
Запись проходила с некоторыми перерывами, которые были необходимы музыкантам для написания некоторых песен; в общей сложности альбом записывался с декабря 2004 по июнь 2005 года. Альбом был выпущен 22 августа 2005 года и достиг 30 позиции в немецких чартах.
Название альбома носит аллегорический характер, музыканты использовали Индию и Колумба как символы жизненного пути и предназначения человека в жизни.

## Список композиций
| №   | Название                             | Текст песни                      | Музыка                                       | Длительность |
| --- | ------------------------------------ | -------------------------------- | -------------------------------------------- | ------------ |
| 1.  | «India»                              | М. Хойбаум                       | М. Хойбаум                                   | 5:17         |
| 2.  | «Now & Forever»                      | М. Хойбаум                       | М. Хойбаум                                   | 3:20         |
| 3.  | «In Love with the Darkness»          | Л. Миддельхауфе, Н. Миддельхауфе | М. Хойбаум, Л. Миддельхауфе, Н. Миддельхауфе | 3:49         |
| 4.  | «Fight Me»                           | М. Хойбаум                       | М. Хойбаум                                   | 3:37         |
| 5.  | «Black and Silver»                   | Л. Миддельхауфе, Н. Миддельхауфе | М. Хойбаум, Л. Миддельхауфе                  | 3:56         |
| 6.  | «Like a Rose on the Grave of Love»   | Л. Миддельхауфе                  | Л. Миддельхауфе                              | 4:25         |
| 7.  | «Widescreen»                         | Н. Миддельхауфе                  | М. Хойбаум                                   | 4:15         |
| 8.  | «The End of Every Story»             | М. Хойбаум                       | М. Хойбаум, Ф. Рестемайер                    | 4:54         |
| 9.  | «Who We Are (and Who We Want to Be)» | Л. Миддельхауфе                  | Л. Миддельхауфе                              | 4:17         |
| 10. | «Dancer»                             | М. Хойбаум                       | М. Хойбаум                                   | 3:50         |
| 11. | «Winterhearted»                      | Л. Миддельхауфе, Н. Миддельхауфе | М. Хойбаум, Л. Миддельхауфе, Ф. Рестемайер   | 4:18         |
| 12. | «Return to India»                    | Н. Миддельхауфе                  | Н. Миддельхауфе                              | 6:00         |

| №   | Название  | Длительность |
| --- | --------- | ------------ |
| 13. | «Lullaby» | 2:43         |

## Участники записи
| - Лиза Миддельхауфе — вокал - Марко Хойбаум — гитара, клавишные - Филип Рестемайер — гитара - Нильс Миддельхауфе — бас-гитара - Герит Ламм — ударные - José Alvarez-Brill — продюсирование, инженерия, микширование, клавишные - Tomas Gwosdz — инженерия (ассистент) - Michael Schubert — инженерия - Nicolas Nohn — управление и аранжировка оркестром - Eroc — мастеринг | - Бабельсбергский филармонический оркестр - Jessica Thierjung (Lyriel) — вокал в композиции «Like a Rose on the Grave of Love» - Grant Stevens — дополнительный вокал в «India» - Linda Laukamp (Lyriel) — виолончель (соло) в «The End of Every Story» and «Winterhearted» - Gert Neumann — гитара и мандолина в «Like a Rose on the Grave of Love» - Jens Barabasch — свист и испанская волынка в «Like a Rose on the Grave of Love» - Johannes Schiefner — ирландская волынка и клавишные в «Like a Rose on the Grave of Love» - Stefan Lammert — перкуссия в «Like a Rose on the Grave of Love» - Volker Kamp — контрабас в «Like a Rose on the Grave of Love» |